# My Jet Xpress Airlines
My Jet Xpress Airlines, conocida hasta febrero de 2018 como Neptune Air, es una aerolínea de carga con sede en Malasia. Sus afiliados y socios son Neptune Capital Inc. de Malasia, Airmark Aviation, My Indo Airlines de Indonesia.

## Historia
My Jet Xpress Airlines se estableció en 1970 con el servicio "Puerta a puerta" desde Malasia y Singapur a diferentes partes de Indonesia. El 21 de mayo de 2009, el Departamento de Aviación Civil de Malasia (DCA) emitió un Certificado de Operador Aéreo (AOC) a My Jet Xpress Airlines y la aerolínea comenzó su operación utilizando un Boeing 737-200F.

## Flota

### Flota actual
La flota de My Jet Xpress Airlines consta de los siguientes aviones, con una edad media de 37,6 años (a partir de abril de 2025):

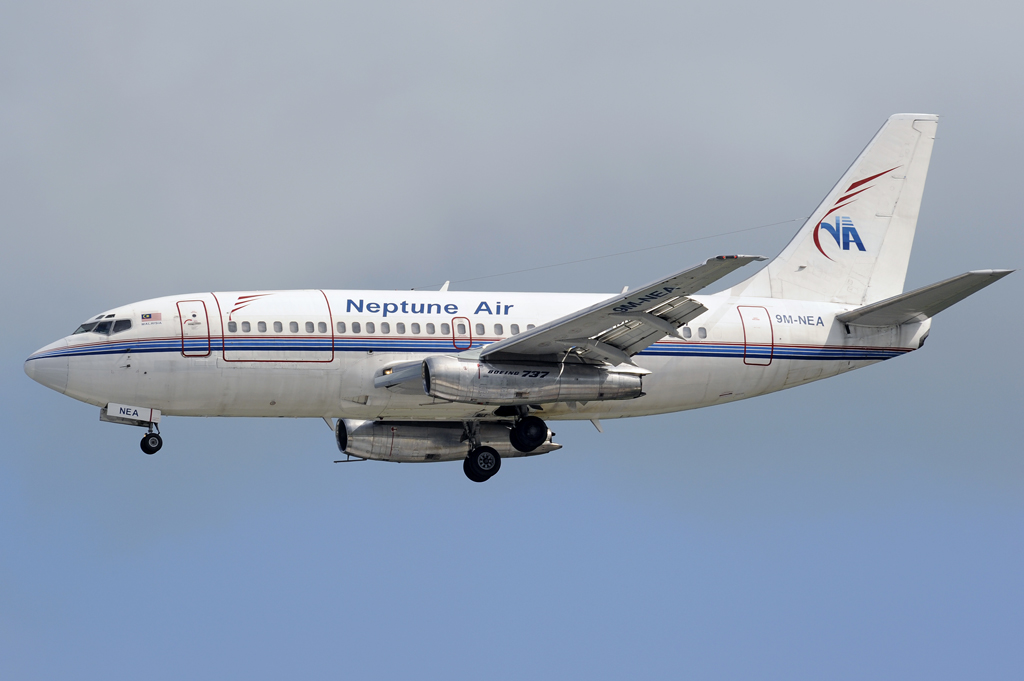
Avión con la antigua pintura de Neptune Air

| Aeronave        | En la flota | Pedidos | Notas  |
| --------------- | ----------- | ------- | ------ |
| Boeing 737-300F | 1           | —       | 9M-NEF |
| Total:          | 1           | —       |        |